# Christian Gobrecht
Christian Gobrecht, né le 23 décembre 1785 et mort le 23 juillet 1844, est un graveur et inventeur américain.
De 1840 à sa mort, il est chef graveur l'United States Mint,. Il a, par exemple, dessiné le Gobrecht Dollar, mis en circulation de 1836 à 1838, et la fameuse « Liberté assise » qui servit de modèle pour le Trade Dollar.